# Chris Long

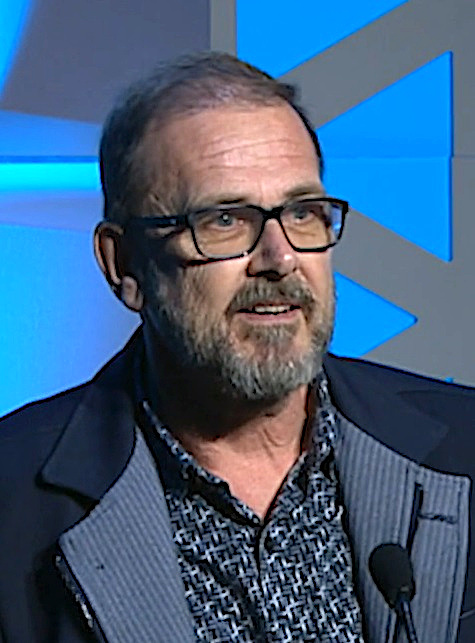
Chris Long 2019

Chris Long é um diretor e produtor de televisão britânico.

## Filmografia

### Diretor
- Lois & Clark: The New Adventures of Superman (1996)
- Gilmore Girls (2001)
- Smallville (2001)
- Weeds (2006)
- Supernatural (2006)
- The Mentalist  (2008)
- JONAS  (2009)
- Charmed (2001-2003)

### Produtor
- Timecop (1997)
- The Mentalist (2008)